# Pierre Joseph Thuot
Pierre Joseph Thuot (* 19. května 1955 v Groton, stát Connecticut, USA), důstojník námořnictva a americký kosmonaut. Ve vesmíru byl třikrát.

## Život

### Studium a zaměstnání
Střední školu Fairfax High School v rodném městě ukončil v roce 1973. V letech 1973 až 1977 absolvoval studium na námořní akademii United States Naval Academy. Další vysokoškolské studium absolvoval na University of Southern California (zakončil roku 1985), pak ještě následovalo studium pro výkon funkce testovacího pilota.
V roce 1985 nastoupil k NASA v Houstonu, v letech 1985 až 1986 se podrobil výcviku a od roku 1986 se stal členem týmu amerických kosmonautů. V něm zůstal 10 let, do června roku 1995.
Po odchodu z týmů astronautů pracoval ve vedení řady soukromých firem.
Je ženatý, jeho manželkou je Cheryl Ann, rozená Mattingly.

### Lety do vesmíru
Na oběžnou dráhu se v raketoplánech dostal třikrát a strávil ve vesmíru 27 dní, 06 hodin a 51 minut. V posádce zastával post letového specialisty. Byl 228 člověkem ve vesmíru. Vystoupil třikrát do volného vesmíru (EVA) a strávil v něm 17,38 hodiny.
- STS-36 Atlantis (28. únor 1990 – 9. březen 1990)
- STS-49 Endeavour ( 7. květen 1992 – 16. květen 1992)
- STS-62 Columbia, (4. březen 1994 – 18. březen 1994)